# George Wettling

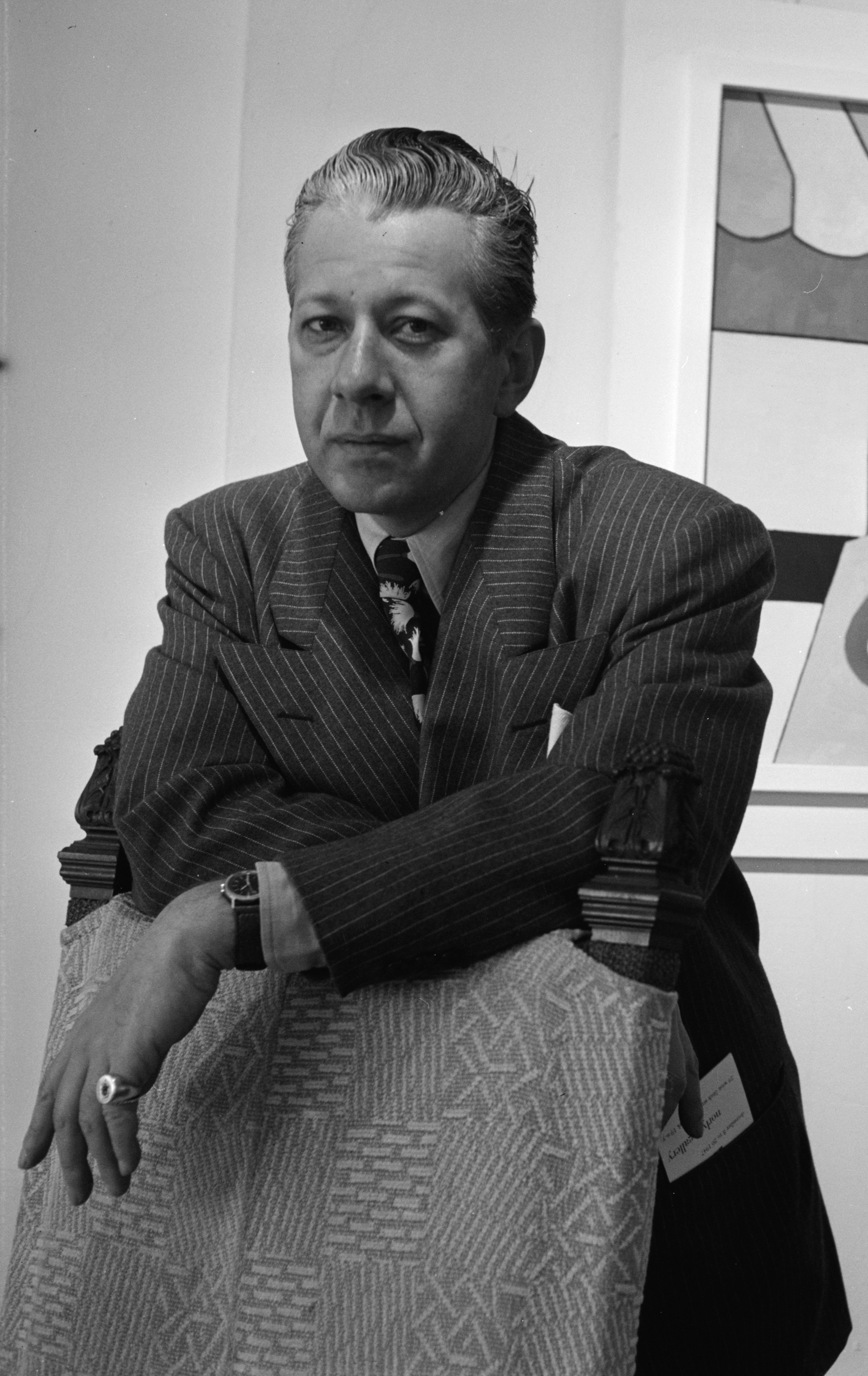
George Wettling. Foto: William P. Gottlieb

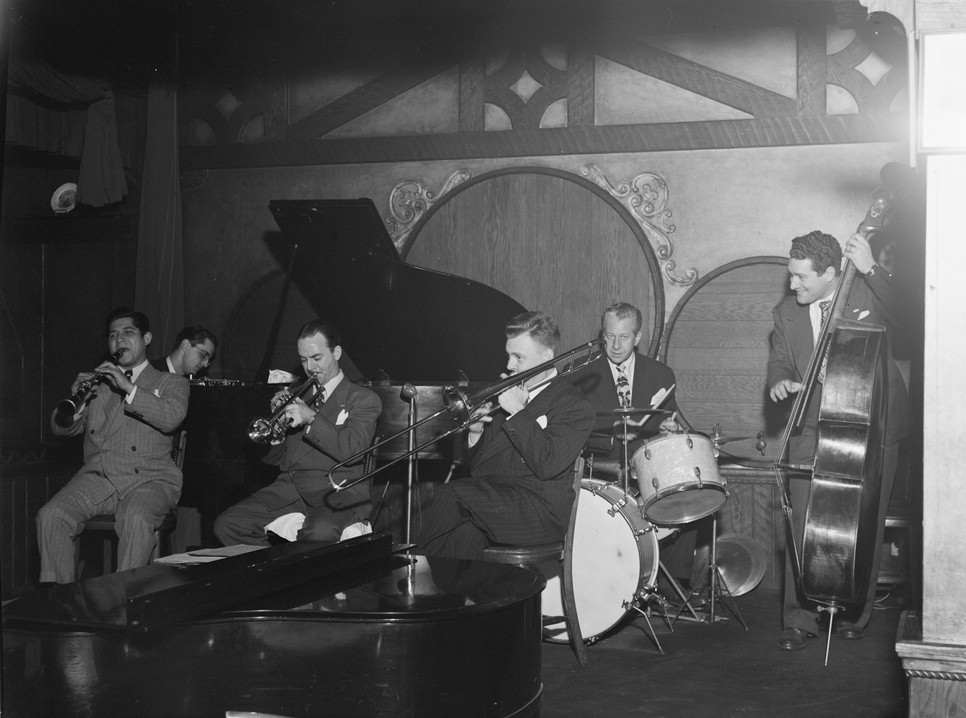
Von links: Ernie Caceres, Bobby Hackett, Freddie Ohms und George Wettling, Nick’s, NYC, 1940er Jahre. Foto: William P. Gottlieb.

George Godfrey Wettling (* 28. November 1907 in Topeka in Kansas; † 6. Juni 1968 in New York City) war ein wichtiger weißer Dixieland- und Swing-Schlagzeuger des Chicago-Stils, der sich auch als Maler einen Namen machte.
Wettling kam zum Jazz, nachdem er Anfang der 1920er-Jahre in Chicago, wohin er 1921 mit seiner Familie zog, die King Oliver Band hörte, besonders beeindruckte ihn Baby Dodds am Schlagzeug, sein späteres Vorbild. Er war Teil der Chicagoer Szene und machte Mitte der 1930er-Jahre erste Aufnahmen mit Paul Mares. 1935 ging er nach New York zum Jack Hylton Orchester. Er spielte in den Bigbands von Artie Shaw (1936), Bunny Berigan (1937), Red Norvo und 1938–1940 bei Paul Whiteman.
Danach spielte er vornehmlich in kleineren Gruppen, z. B. mit Muggsy Spanier, im Trio mit Bud Freeman und Jess Stacy (ab 1938), bei Eddie Condon (bei dessen Town Hall Broadcast Concerts und in dessen Club), Jimmy McPartland und Wingy Manone. 1940 war er an der Kompilation Chicago Jazz (Decca) beteiligt; 1942 war er Mitglied des Chico Marx Orchestra.  Hauptberuflich war er 1943 bis 1952 als Studiomusiker bei ABC tätig. Wettling arbeitete auch mit Benny Goodman, Sidney Bechet und Billie Holiday zusammen; ferner nahm er einige 78er für Black & White Records auf. In den 1950er-Jahren war er vor allem als abstrakter (kubistischer) Maler bekannt und beliebt (seine Bilder hängen auch in Museen). Gelegentlich schrieb er auch Kritiken in Down Beat und Playboy.

## Veröffentlichungen (Auswahl)
- America’s Greatest Drum Stylists. Criterion, New York.